# Área urbana da Grande Manchester

Mapa da Grande Manchester com a área urbana da Grande Manchester destacada em vermelho.

A área urbana da Grande Manchester (ou Greater Manchester Urban Area em inglês) é o nome dado pelo Office for National Statistics (ONS) da Inglaterra a uma enorme conurbação que abrange a cidade de Manchester e a área urbana contínua em volta dela, formando a Grande Manchester e boa parte do Noroeste da Inglaterra. Em 2001, a região tinha uma população total de 2.240.230 habitantes segundo o censo do Reino Unido, sendo assim a terceira conurbação mais populosa da Grã-Bretanha depois da área urbana da Grande Londres e da conurbação de West Midlands.
A área urbana da Grande Manchester não é a mesma coisa que o condado de Grande Manchester porque exclui alguns de seus assentamentos, como Wigan e Marple e inclui assentamentos menos desenvolvidos que se encontram fora dos limites legais da Grande Manchester, como Wilmslow em Cheshire e Whitworth em Lancashire.